# Pelidnota beniouioui
Pelidnota beniouioui är en skalbaggsart som beskrevs av Soula 2010. Pelidnota beniouioui ingår i släktet Pelidnota och familjen Rutelidae. Inga underarter finns listade i Catalogue of Life.